# Makbul Fida Husejn
Makbul Fida Husejn (17. září 1915, Pandharpur – 9. června 2011, Londýn) byl indický malíř a filmový režisér. Jeho malby bývají řazeny ke kubismu.
Jeho matka zemřela, když mu byl rok. Začínal jako tvůrce plakátů pro bollywoodské filmy. Jeho první samostatná výstava se konala v roce 1952 v Curychu. Husejnova pozdní díla vyvolala kontroverzi kvůli nahému zobrazení hinduistických božstev. Napětí bylo zesíleno tím, že Husejn byl muslim. Pravicové organizace volaly po jeho zatčení a bylo proti němu podáno několik žalob za urážení náboženského cítění. Soud se malíře zastal, ale následně (v roce 1998) byl Husejnův dům napaden hinduistickými fundamentalistickými skupinami jako Bajrang Dal. Během útoku byla poničena řada uměleckých děl. Policie poté zatkla 26 aktivistů. Útoky nacionalistů znovu zesílily, když roku 2006 namaloval nahou personifikaci Indie Bharat Mata. Husejn poté raději odešel do exilu, kde zůstal až do své smrti v roce 2011. Žil pak hlavně v Dauhá a v Londýně. V roce 2010 přijal katarské občanství.
V září 2020 byl jeho obraz s názvem Voices vydražen za rekordních 2,5 milionu dolarů. V roce 1967 obdržel Národní filmovou cenu za nejlepší experimentální film, a to za snímek Through the Eyes of a Painter. Za něj dostal též cenu pro krátký film na Berlinale. Roku 1973 obdržel vyznamenání Padma Bhušan, roku 1991 vyznamenání Padma Vibhušan.